# 1994.
◄ | 19. stoljeće | 20. stoljeće | 21. stoljeće | ►
◄ | 1960-ih | 1970-ih | 1980-ih | 1990-ih | 2000-ih | 2010-ih | 2020-ih | ►
◄◄ | ◄ | 1991. | 1992. | 1993. | 1994. | 1995. | 1996. | 1997. | ► | ►►
Arhitektura • Astronautika • Astronomija • Biologija • Film • Fotografija • Glazba • Kazalište • Kemija • Kiparstvo • Knjige • Književnost • Kršćanstvo • Meteorologija • Medicina • Planinarstvo • Politika • Pravo • Promet • Slikarstvo • Strip • Šport • Televizija • Znanost • Zrakoplovstvo • Željeznički promet

## Događaji
- 17. srpnja – Brazilska nogometna reprezentacija četvrti puta u svojoj povijesti osvojila svjetsko prvenstvo. Rezultat u završnici protiv Italije nakon izvođenja jedanaesteraca bio je 3:2 (0:0).
- 11. rujna – Papa Ivan Pavao II. slavio je misu na zagrebačkom hipodromu, na kojoj je sudjelovalo oko milijun vjernika.
- 21. listopada – Osuđeni pripadnici i suradnici velikosrpske terorističke skupine koja je 11. travnja 1991. izvela teroristički napad u Zadru.
- Island postao članicom Europskog gospodarskog prostora.
- U ljeto s odašiljanjem započeo Radio Ognjišče.

## Rođenja

### Siječanj – ožujak
- 9. siječnja – Ana Debelić, hrvatska rukometašica
- 2. veljače – Elseid Hysaj, albanski nogometaš i reprezentativac
- 13. veljače – Memphis Depay, nizozemski nogometaš i reprezentativac
- 14. veljače – Valentina Blažević, hrvatska rukometašica
- 19. veljače – Nikola Ivanović, crnogorski profesionalni košarkaš
- 23. veljače – Dakota Fanning, američka glumica
- 24. veljače – Jessica Pegula, američka tenisačica
- 28. veljače – Arkadiusz Milik, poljski nogometaš i reprezentativac
- 1. ožujka – Justin Bieber, kanadski pop pjevač
- 8. ožujka – Dario Šarić, hrvatski profesionalni košarkaš

### Travanj – lipanj
- 6. travnja – Mate Anić, hrvatski vaterpolist
- 16. travnja – Mark Indelicato, američki glumac
- 20. travnja – Luka Bukić, hrvatski vaterpolist
- 6. svibnja – Mateo Kovačić, hrvatski nogometaš i reprezentativac
- 19. svibnja – Alberto Munárriz, španjolski vaterpolist
- 20. svibnja – Piotr Zieliński, poljski nogometaš
- 27. svibnja – Aymeric Laporte, španjolski nogometaš
- 28. svibnja – John Stones, engleski nogometaš i reprezentativac
- 30. svibnja – Marc Larumbe, španjolski vaterpolist
- 18. lipnja – Rafael L. Silva, brazilsko-američki glumac

### Srpanj – rujan
- 8. kolovoza – Chancel Mbemba, nogometaš iz DR Konga
- 14. kolovoza – Ivan Godina, hrvatski reper i pjevač
- 8. rujna – Bruno Fernandes, portugalski nogometaš
- 8. rujna – Ćamila Mičijević, hrvatska rukometašica
- 18. rujna – Elica Jankova, bugarska hrvačica

### Listopad – prosinac
- 10. listopada – Bernardo Silva, portugalski nogometaš i reprezentativac
- 13. listopada – Cyprien Sarrazin, francuski alpski skijaš
- 5. studenog - Toni Popadić, hrvatski vaterpolist
- 23. studenog – Dejana Milosavljević, hrvatska rukometašica
- 24. studenog – Jaleen Smith, američki i hrvatski košarkaš
- 3. prosinca – Lil Baby, američki trap-reper
- 8. prosinca – Raheem Sterling, engleski nogometaš i reprezentativac
- 16. prosinca – Tomislav Kušan, hrvatski rukometaš

## Smrti

### Siječanj – ožujak
- 13. siječnja – Goran Ivandić, bosanski rock bubnjar (* 1955.)
- 20. siječnja – Matt Busby, škotski nogometaš i trener (* 1909.)
- 2. veljače – Zaim Imamović, bosanskohercegovački izvođač sevdalinke (* 1920.)
- 6. veljače – Joseph Cotten, američki glumac (* 1905.)
- 9. veljače – Howard Martin Temin, američki genetičar (* 1934.)
- 17. veljače – Damir Tomljanović Gavran, hrvatski branitelj i vojni zapovjednik (* 1968.)
- 4. ožujka – John Candy, kanadski komičar i glumac (* 1950.)
- 4. ožujka – Branko Lang, hrvatski psihijatar (* 1933.)
- 6. ožujka – Melina Mercouri, grčka glumica i političarka (* 1920.)
- 6. ožujka – Conny Heidkamp, njemački nogometaš i trener (* 1905.)
- 9. ožujka – Charles Bukowski, američki književnik (* 1920.)
- 28. ožujka – Eugène Ionesco, francuski dramatičar rumunjskog porijekla (* 1912.)
- 31. ožujka – Selena Quintanilla, meksičko-američka pjevačica tejano glazbe (* 1971.)

### Travanj – lipanj
- 1. travnja – Léon Degrelle, belgijski političar (* 1906.)
- 3. travnja – Jérôme Lejeune, francuski liječnik i genetičar (* 1926.)
- 5. travnja – Kurt Cobain, američki pjevač (Nirvana) (* 1967.)
- 17. travnja – Roger W. Sperry, američki neurofiziolog i neurobiolog (* 1913.)
- 22. travnja – Richard Nixon, 37. predsjednik SAD-a (* 1913.)
- 30. travnja – Roland Ratzenberger, austrijski vozač Formule 1 (* 1963.)
- 1. svibnja – Ayrton Senna, brazilski vozač trkaćih automobila (* 1960.)
- 15. svibnja – Tihomir Trnski, hrvatski političar (* 1955.)
- 19. svibnja – Jacqueline Kennedy Onassis, američka Prva dama (* 1929.)
- 29. svibnja – Erich Honecker, njemački komunistički političar (* 1912.)
- 14. lipnja – Henry Mancini, američki skladatelj (* 1924.)
- 21. lipnja – William Wilson Morgan, američki astronom (* 1906.)
- 26. lipnja – Ivan Werner, hrvatski poduzetnik i bivši gradonačelnik grada Zagreba (* 1887.)

### Srpanj – rujan
- 2. srpnja – Andrés Escobar, kolumbijski nogometaš (* 1967.)
- 8. srpnja – Kim Il-sung, sjevernokorejski političar i državnik (* 1912.)
- 29. srpnja – Dorothy Hodgkin, engleska biokemičarka (* 1910.)
- 3. kolovoza – Inokentij Smoktunovski, ruski glumac (* 1925.)
- 6. kolovoza – Domenico Modugno, talijanski pjevač i tekstopisac (* 1928.)
- 11. kolovoza – Marko Jozinović, nadbiskup vrhbosanski (* 1920.)
- 13. kolovoza – Elias Canetti, austrijski književnik (* 1905.)
- 13. kolovoza – Ivo Stantić, bački hrvatski pravnik (* 1913.)
- 19. kolovoza – Linus Pauling, američki kemičar i fizičar (* 1901.)
- 22. kolovoza – Ninoslav Kučan, hrvatski arhitekt (* 1927.)
- 24. kolovoza – Wolf von Aichelburg, transilvansko-njemački pisac i pjesnik (* 1912.)
- 8. rujna – Cata Dujšin-Ribar, hrvatska slikarica (* 1897.)
- 17. rujna – Karl Popper, austrijsko-britanski filozof (* 1902.)
- 18. rujna – Ivan Snoj, hrvatski rukometni trener (* 1923.)
- 30. rujna – André Lwoff, francuski mikrobiolog (* 1902.)

### Listopad – prosinac
- 7. listopada – Niels K. Jerne, danski imunolog (* 1911.)
- 9. listopada – Ljubo Boban, hrvatski povjesničar (* 1933.)
- 12. listopada – Werner Kubitzki, njemački hokejaš na travi (* 1915.)
- 20. listopada – Burt Lancaster, američki glumac (* 1913.)
- 2. studenog – Slavko Matković, bački hrvatski književnik (* 1948.)
- 5. studenog – Milan Mladenović, srpski rock glazbenik (* 1958.)
- 12. studenog – Wilma Rudolph, američka atletičarka (* 1940.)
- 25. studenog – Blago Karačić, hrvatski i bosanskohercegovački franjevac i pjesnik (* 1914.)
- 28. studenog – Jeffrey Dahmer, američki serijski ubojica (* 1960.)
- 1. prosinca – Zlatko Vince, hrvatski jezikoslovac (* 1922.)
- 7. prosinca – Oto Šolc, hrvatski književnik (* 1913.
- 8. prosinca – Antônio Carlos Jobim, brazilski skladatelj (* 1927.)
- 11. prosinca – Stanisław Maczek, poljski vojni zapovjednik (* 1892.)
- 26. prosinca – Silva Košćina, hrvatska glumica (* 1933.)
- 27. prosinca – Zvonimir Kulundžić – hrvatski publicist, bibliolog i povjesničar (* 1911.)

### Nepoznat datum smrti
- Veljko Kovačević, crnogorski književnik (* 1912.)
- Franjo Bašić, bački hrvatski književnik (* 1912.)
- Béla Bácskai, mađarski hokejaš na travi (* 1912.)
- Luis Scally, argentinski hokejaš na travi (* 1915.)
- Jure Franičević-Pločar, hrvatski pjesnik i romanopisac (* 1918.)
- Lida Braniš, hrvatska filmska montažerka (* 1927.)
- Branko Mikulić, jugoslavenski političar (* 1928.)
- Mario Duplančić, hrvatski nogometaš (* 1929.)
- Đuso Šimara-Pužarov, hrvatski pjesnik (* 1949.)

## Nobelova nagrada za 1994. godinu
- Fizika: Bertram N. Brockhouse i Clifford Shull
- Kemija: George Andrew Olah
- Fiziologija i medicina: Alfred G. Gilman i Martin Rodbell
- Književnost: Kenzaburo Oe
- Mir: Yasser Arafat, Shimon Peres i Yitzhak Rabin
- Ekonomija: Reinhard Selten, John F. Nash, John Harsanyi

## Vanjske poveznice
|  | Zajednički poslužitelj ima još gradiva o temi 1994. |